# 安妮·海德
安妮·海德（英語：Anne Hyde，1637年3月12日—1671年3月31日）是英格兰约克公爵夫人和奥尔巴尼公爵夫人。她的丈夫是英格兰国王詹姆斯二世。安妮在丈夫成为国王前逝世，因此并没有被加冕为王后。
安妮来自一个平民家庭，是家中兄弟姐妹中最為年長，其弟亨利·海德、勞倫斯·海德等，父亲后来才被封为伯爵。她在荷兰流亡时认识了詹姆斯二世。1660年，她和詹姆斯奉子成婚并在婚后两个月诞下第一位孩子。安妮共有八名孩子，但其中只有两名女儿活到成年并成为女王。